# Tom Clancy
Tom Clancy, właśc. Thomas Leo Clancy Jr. (ur. 12 kwietnia 1947 w Baltimore, zm. 1 października 2013 tamże) – amerykański pisarz powieści sensacyjnych. Współwłaściciel Baltimore Orioles. Członek dożywotni NRA od 1978.

## Życiorys
Uczęszczał do Loyola High School w Towson w stanie Maryland. Następnie studiował filologię angielską na Baltimore Loyola College. W 1970 ożenił się z Wandą Thomas, z którą rozwiódł się w 1998. Rok później, w wieku 52 lat, Clancy powtórnie ożenił się, tym razem z 32-letnią pisarką Aleksandrą Marie Llewellyn.
W 1984 opublikował swoją pierwszą książkę pt. Polowanie na Czerwony Październik. Ta powieść przyniosła mu międzynarodową sławę. Clancy stworzył postać Jacka Ryana, historyka, analityka CIA, a później nawet prezydenta Stanów Zjednoczonych. Ta fikcyjna postać występuje w najbardziej znanych książkach autora, takich jak: Czas patriotów, Polowanie na Czerwony Październik, Stan zagrożenia i Suma wszystkich strachów.
Jest jednym z trzech autorów (pozostali to John Grisham i J.K. Rowling), którzy w latach 90. XX wieku sprzedali ponad 2 miliony egzemplarzy pierwszego wydania.
Tom Clancy brał również czynny udział w tworzeniu gier komputerowych; na motywach jego powieści pt. Rainbow Six powstała cała seria znanych produkcji. Swoim nazwiskiem firmował też m.in. serię gier Splinter Cell, serię taktycznych gier akcji Ghost Recon, strategię EndWar, zręcznościowy symulator lotu H.A.W.X. oraz strzelankę pierwszoosobową XDefiant.

## Chronologia książek Toma Clancy’ego[9][10][11].

### Cykl z Jackiem Ryanem
1. Polowanie na Czerwony Październik (The Hunt for Red October, 1984)
2. Czas patriotów [Patrioci] (Patriot Games, 1987)
3. Kardynał z Kremla (The Cardinal of the Kremlin, 1988)
4. Stan zagrożenia (Clear and Present Danger, 1989)
5. Suma wszystkich strachów (The Sum of All Fears, 1991)
6. Bez skrupułów (Without Remorse, 1993)
7. Dług honorowy (Debt of Honor, 1994)
8. Dekret (Executive Orders, 1996)
9. Tęcza sześć (Rainbow Six, 1998)
10. Niedźwiedź i smok (The Bear and the Dragon, 2000)
11. Czerwony królik (Red Rabbit, 2002)
12. Zwierzchnik (Command Authority, 2013) (współautor Mark Greaney)
13. Z pełną mocą i skutkiem (Full Force and Effect, 2014) (autor Mark Greaney)
14. Commander in Chief (2015) (autor Mark Greaney)
15. True Faith and Allegiance (2016) (autor Mark Greaney)
16. Władza i imperium (Power and Empire, 2017) (autor Marc Cameron)
17. Oath of Office (2018) (autor Marc Cameron)
18. Code of Honor (2019) (autor Marc Cameron)
19. Shadow of the Dragon (2020) (autor Marc Cameron)
20. Chain of Command (2021) (autor Marc Cameron)
21. Red Winter (2022) (autor Marc Cameron)

### Cykl z Jackiem Ryanem Juniorem
1. Zęby tygrysa (The Teeth of the Tiger, 2003)
2. Poszukiwany żywy lub martwy (Dead or Alive, 2010) (współautor Grant Blackwood)
3. Wyścig z czasem (Locked On, 2011) (współautor Mark Greaney)
4. Wektor zagrożenia (Threat Vector, 2012), (współautor Mark Greaney)
5. Tryumf postprawdy (Support and Defend, 2014) (współautor Mark Greaney)
6. Under Fire (2015) (autor Grant Blackwood)
7. Duty and Honor (2016) (autor Grant Blackwood)
8. Point of Contact (2017) (autor Mike Maden)
9. Line of Sight (2018) (autor Mike Maden)
10. Enemy Contact (2019) (autor Mike Maden)
11. Firing Point (2020) (autor Mike Maden)
12. Target Acquired (2021) (autor Don Bentley)
13. Zero Hour (2022) (autor Don Bentley)

### Cykl Op-Center
1. Centrum (Op-Center, 1995) (autor Jeff Rovin)
2. Zwierciadło (Mirror Image, 1995) (autor Jeff Rovin)
3. Racja stanu (Games of State, 1996) (autor Jeff Rovin)
4. Casus belli (Acts of War, 1997) (autor Jeff Rovin)
5. Równowaga [Równowaga Sił] (Balance of Power, 1998) (autor Jeff Rovin)
6. Oblężenie (State of Siege, 1999) (autor Jeff Rovin)
7. Dziel i zdobywaj (Divide and Conquer, 2000) (autor Jeff Rovin)
8. Linia kontroli (Line of Control, 2001) (autor Jeff Rovin)
9. Misja honoru (Mission of Honor, 2002) (autor Jeff Rovin)
10. Morze ognia (Sea of Fire, 2003) (autor Jeff Rovin)
11. Czas zdrady (Call to Treason, 2004) (autor Jeff Rovin)
12. Wojna orłów (War of Eagles, 2005) (autor Jeff Rovin)
13. Out of the Ashes (2014) (autor Dick Couch i George Galdorisi)
14. Into the Fire (2015) (autor Dick Couch i George Galdorisi)
15. Scorched Earth (2016) (autor George Galdorisi)
16. Dark Zone (2017) (autor Jeff Rovin i George Galdorisi)
17. For Honor (2018) (autor Jeff Rovin)
18. Sting of the Wasp (2019) (autor Jeff Rovin)
19. God of War (2020) (autor Jeff Rovin)
20. The Black Order (2021) (autor Jeff Rovin)
21. Call of Duty (2022) (autor Jeff Rovin)

### Cykl Commanders
- Into the Storm – On the Ground in Iraq (1997) (współautor Fred Franks)
- Every Man a Tiger – the Gulf War Air Campaign (1999) (współautor Chuck Horner)
- Wojownicy cienia (Shadow Warriors – Inside the Special Forces, 2002) (współautor Carl Stiner)
- Gotowość bojowa (Battle Ready, 2004) (współautor Anthony Zinni)

### Cykl Power Plays
- Polityka (Politika, 1997) (autor Jerome Preisler)
- ruthless.com (ruthless.com, 1998) (autor Jerome Preisler)
- Sprawa Oriona (Shadow Watch, 1999) (autor Jerome Preisler)
- Bio-Strike (2000) (autor Jerome Preisler)
- Cold War (2001) (autor Jerome Preisler)
- Cutting Edge (2002) (autor Jerome Preisler)
- Zero Hour (2003) (autor Jerome Preisler)
- Wild Card (2004) (autor Jerome Preisler)

### Cykl Net Force
- Net Force [Zamach] (Net Force, 1998) (autor Steve Perry)
- Akta [Przestępcza Sieć] (Hidden Agendas, 1999) (autor Steve Perry)
- Kw@nt [Kwantowy atak] (Night Moves, 1999) (autor Steve Perry)
- Punkt krytyczny (Breaking Point, 2000) (autor Steve Perry)
- Point of Impact (2001) (autor Steve Perry)
- CyberNation (2001) (autor Steve Perry)
- State of War (2003) (autor Steve Perry i Larry Segriff)
- Changing of the Guard (2003) (autor Steve Perry i Larry Segriff)
- Springboard (2005) (autor Steve Perry i Larry Segriff)
- The Archimedes Effect (2006) (autor Steve Perry i Larry Segriff)

### Cykl Net Force Relaunch
- Dark Web (2019) (autor Jerome Preisle)
- Attack Protocol (2020) (autor Jerome Preisle)
- Threat Point (2021) (autor Jerome Preisle)

### Cykl Zwiadowcy
- Wandale (Virtual Vandals, 1998) (autor Diane Duane)
- Śmiercionośna gra (The Deadliest Game, 1998) (autor Diane Duane)
- Walka kołowa (One Is the Loneliest Number, 1999) (autor Diane Duane)
- Walkiria (The Ultimate Escape, 1999) (autor Marc Cerasini)
- Wielki wyścig (The Great Race, 1999) (autor Bill McCay)
- End Game (1999) (autor Diane Duane)
- Cyberspy (1999) (autor Bill McCay)
- Shadow of Honor (2000) (autor Mel Odom)
- Private Lives (2000) (autor Bill McCay)
- Safe House (2000) (autor Diane Duane)
- GamePrey (2000) (autor Mel Odom)
- Duel Identity (2000) (autor Bill McCay)
- Deathworld (2000) (autor Diane Duane)
- High Wire (2001) (autor John Helfers i Russel Davis)
- Cold Case (2001) (autor Bill McCay)
- Runaways (2001) (autor Diane Duane)
- Cloak and Dagger (2002) (autor Diane Duane)
- Death Match (2002) (autor Diane Duane)

### Cykl Splinter Cell
- Kolekcjoner (Splinter Cell, 2004) (autor David Michaels)
- Operacja „Barakuda” (Operation Barracuda, 2005) (autor David Michaels)
- Szach-Mat (Checkmate, 2006) (autor David Michaels)
- Sojusz zła (Fallout, 2007) (autor David Michaels)
- Conviction (2009) (autor David Michaels)
- Endgame (2009) (autor David Michaels)
- Aftermath (2013) (autor Peter Telep)
- Firewall (2022) (autor James Swallow)

### Cykl Ghost Recon
- Ghost Recon (Ghost Recon, 2008) (autor David Michaels)
- Combat Ops (2011) (autor David Michaels)
- Choke Point (2012) (autor Peter Telep)
- Dark Waters (2017) (autor Richard Dansky)

### Cykl EndWar
- EndWar (EndWar, 2008) (autor David Michaels)
- The Hunted (2011) (autor David Michaels)
- The Missing (2013) (autor Peter Telep)

### Cykl The Division
- New York Collapse (2016) (autor Alex Irvine)
- Skoro świt (Broken Dawn, 2019) (autor Alex Irvine)
- Recruited (2022) (autor Thomas Parrott)

### Powieści
- Czerwony sztorm (Red Storm Rising, 1986) (współautor Lary Bond)
- SSN (1996) (współautor Martin H. Greenberg)
- H.A.W.X (2009) (autor David Michaels)
- Przeciw wszystkim wrogom (Against All Enemies, 2011) (współautor Peter Telep)

## Książki wydane w języku polskim

### Wydawnictwo: GiG
(pojawienie się pierwszych czterech egzemplarzy)
- Tom Clancy – Polowanie na Czerwony Październik (1991)
- Tom Clancy – Suma wszystkich strachów (1991)
- Tom Clancy – Czerwony sztorm (1992)
- Tom Clancy – Czas Patriotów (1992)

### Wydawnictwo:Adamski i Bieliński
(w skrócie: AiB; książki z tzw. „Czarnej Serii”)
- Tom Clancy – Patrioci
- Tom Clancy – Polowanie na Czerwony Październik
- Tom Clancy – Kardynał z Kremla
- Tom Clancy – Stan zagrożenia
- Tom Clancy – Suma wszystkich strachów
- Tom Clancy – Dług honorowy
- Tom Clancy – Dekret
- Tom Clancy – Bez skrupułów
- Tom Clancy – Tęcza sześć
- Tom Clancy – Czerwony sztorm
- Tom Clancy – Niedźwiedź i smok
- Tom Clancy – Centrum
- Tom Clancy – Zwierciadło
- Tom Clancy – Racja stanu
- Tom Clancy – Casus belli
- Tom Clancy – Równowaga
- Tom Clancy – Oblężenie

### Cykl „Net Force”
- Tom Clancy – Net Force
- Tom Clancy – Kw@nt
- Tom Clancy – Akta

### Cykl „Zwiadowcy”
- Tom Clancy – Wandale
- Tom Clancy – Śmiercionośna Gra
- Tom Clancy – Walka Kołowa
- Tom Clancy – Walkiria
- Tom Clancy – Wielki Wyścig

### Cykl „Power Plays”
(Wydawnictwo: Rebis)
- Tom Clancy – Polityka
- Tom Clancy – Sprawa Oriona
- Tom Clancy – ruthless.com

### Cykl „Wizyta z przewodnikiem”
(Wydawnictwo: GDW)
- Tom Clancy – Atomowe okręty podwodne
- Tom Clancy – Kawaleria pancerna
- Tom Clancy – Samoloty myśliwskie
- Tom Clancy – Piechota morska

### Wydawnictwo: AMBER
- Tom Clancy – Gotowość bojowa (2002, 2005) (cykl Commanders)
- Tom Clancy – Wojownicy cienia (2002, 2005) (cykl Commanders)
- Tom Clancy – Czerwony Królik (2002, 2004) (cykl Jack Ryan)
- Tom Clancy – Bez skrupułów (2003) (cykl Jack Ryan)
- Tom Clancy – Czas Patriotów [Patrioci] (2003, 2007) (cykl Jack Ryan)
- Tom Clancy – Polowanie na Czerwony Październik (2003) (cykl Jack Ryan)
- Tom Clancy – Kardynał z Kremla (2003, 2006) (cykl Jack Ryan)
- Tom Clancy – Stan zagrożenia (2003) (cykl Jack Ryan)
- Tom Clancy – Tęcza sześć (2003, 2004) (cykl Jack Ryan)
- Tom Clancy – Czerwony sztorm (2003, 2006)
- Tom Clancy – Zęby tygrysa (2004, 2008) (cykl Jack Ryan jr)
- Tom Clancy – Dziel i zdobywaj (2004) (cykl Op-Center)
- Tom Clancy – Linia kontroli (2005, 2009) (cykl Op-Center)
- Tom Clancy – Czas Zdrady (2005) (cykl Op-Center)
- Tom Clancy – Misja Honoru (2005) (cykl Op-Center)
- Tom Clancy – Morze Ognia (2005, 2009) (cykl Op-Center)
- Tom Clancy – Wojna Orłów (2006) (cykl Op-Center)
- Tom Clancy – Operacja „Barakuda” (2006) (cykl Splinter Cell)
- Tom Clancy – Szach-Mat (2007) (cykl Splinter Cell)
- Tom Clancy – Centrum (2007) (cykl Op-Center)
- Tom Clancy – Zwierciadło (2007) (cykl Op-Center)
- Tom Clancy – Racja Stanu (2008) (cykl Op-Center)
- Tom Clancy – Casus belli (2008) (cykl Op-Center)
- Tom Clancy – Oblężenie (2008) (cykl Op-Center)
- Tom Clancy – Równowaga Sił (2008) (cykl Op-Center)
- Tom Clancy – EndWar (2008) (cykl EndWar)
- Tom Clancy – Sojusz zła (2008) (cykl Splinter Cell)
- Tom Clancy – Ghost Recon (2009) (cykl Ghost Recon)

### Wydawnictwo: DeFacto
- Tom Clancy – Kolekcjoner (2005, 2006) (cykl Splinter Cell)

### Wydawnictwo: Buchmann (seria Fabryka Sensacji)
- Tom Clancy – Bez skrupułów (2010) (cykl Jack Ryan)
- Tom Clancy – Patrioci (2011) (cykl Jack Ryan)
- Tom Clancy – Suma wszystkich strachów (2011) (cykl Jack Ryan)
- Tom Clancy – Dług Honorowy (2011) (cykl Jack Ryan)
- Tom Clancy – Dekret (2011) (cykl Jack Ryan)
- Tom Clancy – Czerwony królik (2011) (cykl Jack Ryan)
- Tom Clancy – Kardynał z kremla (2011) (cykl Jack Ryan)
- Tom Clancy – Tęcza sześć (2011) (cykl Jack Ryan)
- Tom Clancy – Czerwony sztorm (2012)
- Tom Clancy – Niedźwiedź i smok (2012) (cykl Jack Ryan)
- Tom Clancy – Poszukiwany żywy lub martwy (2012) (cykl Jack Ryan jr)
- Tom Clancy – Stan zagrożenia (2013) (cykl Jack Ryan)
- Tom Clancy – Zęby tygrysa (2013) (cykl Jack Ryan jr)
- Tom Clancy – Zamach (2011) (cykl Net Force)
- Tom Clancy – Przestępcza sieć (2011) (cykl Net Force)
- Tom Clancy – Kwantowy atak (2012) (cykl Net Force)
- Tom Clancy – Punkt krytyczny (2013) (cykl Net Force)

### Wydawnictwo: Albatros
- Tom Clancy – Przeciw Wszystkim Wrogom (2012)
- Tom Clancy – Wyścig z czasem (2013) (cykl Jack Ryan jr)
- Tom Clancy – Wektor zagrożenia (2015) (cykl Jack Ryan jr)

### Wydawnictwo: Grupa Wydawnicza Foksal
- Tom Clancy – Z pełną mocą i skutkiem (2018) (cykl Jack Ryan)[12]

### Wydawnictwo: Insignis Media
- Tom Clancy – Skoro świt (2019) (cykl The Division)[13]

### Wydawnictwo: W.A.B.
- Tom Clancy – Tryumf postprawdy (2019) (cykl Jack Ryan jr)[14]

### Wydawnictwo: Znak
- Tom Clancy – Władza i imperium (2020) (cykl Jack Ryan)[15]

## Ekranizacje
- Jack Ryan: Teoria chaosu
- Czas patriotów
- Polowanie na Czerwony Październik
- Stan zagrożenia
- Suma wszystkich strachów
- NetForce (1999) – brak premiery w Polsce
- Centrum (OP Center) (1995) – brak premiery w Polsce
- Jack Ryan – (2018-) serial Amazon

W rolę Jacka Ryana wcielali się następujący aktorzy: John Krasinski, Ben Affleck, Alec Baldwin, Harrison Ford i Chris Pine.